# エルコレ1世・デステ
エルコレ1世・デステ （Ercole I d'Este, 1431年10月26日 - 1505年1月25日）は、モデナ＝レッジョ公、フェラーラ公。

## 生涯
ニッコロ3世・デステと3度目の妃リッチャルダ・ダ・サルッツォ（サルッツォ侯トンマーゾ3世の娘）の子として生まれた。彼はのちに、ノース・ウインド・アンド・ザ・ダイアモンド（北風とダイアモンド）とのあだ名をつけられた。1445年から15年間、ナポリ王アルフォンゾの宮廷で教育を受けた。彼がルネサンス期の芸術の庇護者として知られるようになるのは、この時期の素養があるためと見られている。
異母兄ボルソ・デステには正妻も子もないため、後継者に指名されており、1471年に公位を継承した。1473年、エレオノーラ・ダラゴーナ（ナポリ王フェルディナンド1世の娘）と結婚。エステ家とナポリ王国との同盟が強固なものとなった。2人の間には6子が生まれた。
- イザベッラ（1474年 - 1539年） - マントヴァ侯フランチェスコ2世・ゴンザーガと結婚
- ベアトリーチェ（1475年 - 1497年） - ミラノ公ルドヴィーコ・スフォルツァと結婚
- アルフォンソ（1476年 - 1534年） - モデナ＝レッジョ公、フェラーラ公
- フェランテ（1477年 - 1540年） - 1506年に兄アルフォンソによって投獄され、そこで34年後に死去した
- イッポーリト（1479年 - 1520年） - 枢機卿であり軍司令官
- シギスモンド（1480年 - 1524年）

また、2人の庶子がいた。
- ルクレツィア - アンニーバレ・ベンティヴォーリオと結婚
- ジューリオ（1478年 - 1561年） - 1506年に兄アルフォンソによって投獄され、53年間をそこで過ごした。釈放後、彼は時代遅れの服を街頭で人々に嘲笑された。

1482年から1484年まで、彼は宿敵デッラ・ローヴェレ家のローマ教皇シクストゥス4世と同盟したヴェネツィア共和国と戦った。これはフェラーラ戦争（1482年 - 1484年）と呼ばれた。エルコレはバニョロの和議で戦いを終わらせ、フェラーラは教皇軍の情け容赦ない破壊の運命から逃れた。このため、1494年から1498年のイタリア戦争において、エルコレは中立を決め込み、教皇国との友好関係に努めた。彼は嫡子アルフォンソの妻にルクレツィア・ボルジア（教皇アレクサンデル6世の娘）を迎えることに成功し、この結婚はおびただしい領土の寄進をもたらした。
エルコレがフランス系フランドル人の音楽家を大勢招聘したため、フェラーラは当代随一の音楽の都となった。アレクサンダー・アグリコラ、ヤーコプ・オブレヒト、ハインリヒ・イザーク、アドリアン・ヴィラールト、ジョスカン・デ・プレらが知られる。彼は詩人ボイアールドを家臣とし、若い詩人ルドヴィーコ・アリオストに家令をさせた。市の城壁を建築家ビアジオ・ロセッティに命じて拡張させた。フェラーラの著名な建築物の多くは、エルコレの治世下につくられたものである。
エルコレは教会改革者ジローラモ・サヴォナローラの熱心な賞賛者であった。サヴォナローラはエルコレの霊的・政治的助言者となった。1490年代から2人の間には多くの書簡が交わされ、エルコレはフィレンツェの教会関係者に宛ててサヴォナローラを解放するよう働きかけている。しかしそれもむなしく、サヴォナローラは1498年に処刑された。